# Juan Tomicic
Juan Tomicic és un director artístic d'audiovisuals espanyol d'origen xilè, guanyador d'un Goya als millors efectes especials. Va estudiar realització a Brussel·les, on el 1975 va contactar amb Rein Steinser, pioner en el trucatge en vídeo. Des de mitjans de la dècada del 1980 s'ha dedicat a la realització de producció digital i la realització d'efectes especials en 3D en el camp del cinema i la publicitat. El 1990 va fundar i dirigir Daiquiri Digital Pictures, dedicada a la postproducció digital, i el 1992 Spainbox i Telson. El 1992 va rebre el Premi Promax d'Or per la seva capçalera als Jocs Olímpics d'Estiu de 1992 a Barcelona, el 1996 va guanyar el Goya als millors efectes especials (compartit amb Reyes Abades i Manuel Horrillo) pel seu treball a la pel·lícula El día de la bestia. El 1999 la seva obra Alaris "Aliens" va formar part de la selecció oficial del Prix Ars Electronica´99 en la secció dels efectes visuals. Després de fer els efectes especials per a algunes pel·lícules va fundar l'empresa d'experimentació digital per publicitat Smuack! amb la que produir a Xile 31 minutos, la película (2008).

## Filmografia
- El día de la bestia (1995)
- El niño invisible (1995)
- La mirada del otro (1998)
- Sin noticias de Dios (2001)
- Carmen (2003)
- 31 minutos, la película (2008)